# بایان‌دون
بایان‌دون (به زبان مغولی: Баяндун сум، [Bajandun sum]؛ ᠪᠠᠶ᠋ᠠᠨ ᠳᠣᠩ ᠰᠤᠮᠤ، [bayan duŋ sumu]) یک شهرستان (سُوم) در مغولستان است که در استان دوررنود واقع شده‌است. بایان‌دون ۶٬۲۳۵ کیلومتر مربع مساحت دارد.

## تقسیمات اداری
شهرستان بایان‌دون متشکل از ۴ قصبه (باغ) می‌باشد، شامل:
- تورگِن (مغولی: Түргэн баг، [Türgen bag]؛ ᠲᠦᠷᠭᠡᠨᠪᠠᠭ، [türgen baɣ])
- خایرخان (مغولی: Хайрхан баг، [Xajrxan bag]؛ ᠬᠠᠶᠢᠷᠬᠠᠨ ᠪᠠᠭ، [qayirqan baɣ])
- ناران (مغولی: Наран баг، [Naran bag]؛ ᠨᠠᠷᠠᠨ ᠪᠠᠭ، [naran baɣ])
- یارغای (مغولی: Яргай баг، [Jargaj bag]؛ ᠢᠷᠭᠠᠢ ᠪᠠᠭ، [irɣay baɣ])